# Horace Lecoq de Boisbaudran

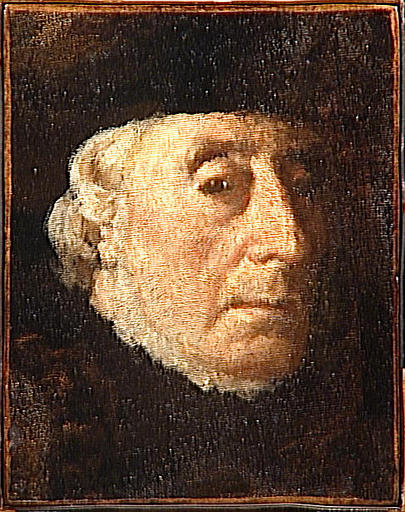
Retrato de Horacio Lecoq de Boisbaudran

Horacio Lecoq de Boisbaudran (París, Francia, 14 de mayo de 1802 - 7 de agosto de 1897) fue un artista y profesor francés de dibujo y pintura.
Boisbaudran fue admitido en 1819 al École des Pretendientes-Artes donde estudió con Peyron y Guillon Lethière. Exhibió en el Salón de París entre 1831 y 1840, y se convirtió en un profesor en la Academia.
Como profesor de dibujo se hizo famoso por su método innovador qué enfatizaba la memorización y no el copiado del natural. Su alumnado era instruida para visitar el Museo de Louvre, a donde asistían a estudiar cuidadosamente una pintura para después reproducirla en el estudio, sin previa toma de apuntes en las galerías del museo. Este ejercicio estuvo diseñado para ayudar a los estudiantes a descubrir un lenguaje visual propio.
Entre los alumnos más destacados de Lecoq de Boisbaudran se encuentran Auguste Auguste Rodin, Fantin-Latour, y Alphonse Legros. Otros quienes estudiaron fueron Jules Chéret, Léon Lhermitte, y Jean Charles Cazin.
Lecoq de Boisbaudran murió en París el 7 de agosto de 1897.